# Čtvercová matice

Čtvercová matice řádu 4. Prvky tvoří hlavní diagonálu čtvercové matice, zde např.,, a.

Čtvercová matice se v lineární algebře rozumí matice se stejným počtem řádků a sloupců. Čtvercové matice, které mají {\displaystyle n} řádků i sloupců, se nazývají matice řádu {\displaystyle n}  (též stupně {\displaystyle n}).
Příklad: matice 3. řádu 
{\displaystyle {\boldsymbol {A}}={\begin{pmatrix}a_{11}&a_{12}&a_{13}\\a_{21}&a_{22}&a_{23}\\a_{31}&a_{32}&a_{33}\end{pmatrix}}}.

## Speciální druhy čtvercových matic
- Matici, která má nenulové prvky pouze na hlavní diagonále, tzn. {\displaystyle a_{ij}=0} pro {\displaystyle i\neq j}, nazýváme diagonální maticí. Prvky diagonální matice {\displaystyle {\boldsymbol {D}}} lze vyjádřit pomocí Kroneckerova symbolu {\displaystyle d_{ij}=\lambda _{i}\delta _{ij}\,}, kde {\displaystyle \lambda _{i}=d_{ii}\,} jsou diagonální prvky matice.
- Pokud pro všechny diagonální prvky {\displaystyle \lambda _{i}} diagonální matice platí {\displaystyle \lambda _{i}=1\,}, jedná se o jednotkovou matici {\displaystyle \mathbf {I} }, pro jejíž prvky platí {\displaystyle e_{ij}=\delta _{ij}}

| Název matice         | Příklad pro {\displaystyle n=3}                                                                 |
| -------------------- | ----------------------------------------------------------------------------------------------- |
| diagonální           | {\displaystyle {\begin{pmatrix}a_{11}&0&0\\0&a_{22}&0\\0&0&a_{33}\end{pmatrix}}}                |
| dolní trojúhelníková | {\displaystyle {\begin{pmatrix}a_{11}&0&0\\a_{21}&a_{22}&0\\a_{31}&a_{32}&a_{33}\end{pmatrix}}} |
| horní trojúhelníková | {\displaystyle {\begin{pmatrix}a_{11}&a_{12}&a_{13}\\0&a_{22}&a_{23}\\0&0&a_{33}\end{pmatrix}}} |
- Matici, která má všechny prvky pod hlavní diagonálou nulové, označujeme jako horní trojúhelníkovou matici. Taková matice má tvar

{\displaystyle {\begin{pmatrix}a_{11}&a_{12}&\cdots &a_{1n}\\0&a_{22}&\cdots &a_{2n}\\\vdots &\ddots &\ddots &\vdots \\0&\cdots &0&a_{nn}\end{pmatrix}}}
- Podobně označujeme jako dolní trojúhelníkovou matici takovou matici, která má všechny prvky nad diagonálou nulové.
- Pokud je transponovaná matice shodná s původní maticí, tzn. {\displaystyle {\boldsymbol {A}}^{\mathrm {T} }={\boldsymbol {A}}}, pak matici {\displaystyle {\boldsymbol {A}}} označujeme jako symetrickou. Pro prvky symetrické matice platí:

{\displaystyle a_{ij}=a_{ji}\,}
- Matici {\displaystyle {\boldsymbol {A}}} označujeme jako antisymetrickou, platí-li pro všechny prvky této matice vztah:

{\displaystyle a_{ij}=-a_{ji}\,}
- Matice {\displaystyle {\boldsymbol {B}}} je inverzní maticí k čtvercové matici {\displaystyle {\boldsymbol {A}}}, pokud platí

{\displaystyle {\boldsymbol {A}}{\boldsymbol {B}}={\boldsymbol {B}}{\boldsymbol {A}}=\mathbf {I} }, kde {\displaystyle \mathbf {I} } je jednotková matice (stejného typu jako {\displaystyle {\boldsymbol {A}}}). Matice {\displaystyle {\boldsymbol {B}}} je pak také stejného řádu jako {\displaystyle {\boldsymbol {A}}}.
- Matici {\displaystyle {\boldsymbol {A}}}, ke které existuje inverzní matice, označujeme jako regulární matici. Není-li matice regulární, pak ji označujeme jako singulární.
- Adjungovaná matice k matici {\displaystyle {\boldsymbol {A}}} je transponovaná matice algebraických doplňků matice {\displaystyle {\boldsymbol {A}}}.

Lineární zobrazení na dané maticí. Determinant této matice je −1, protože plocha zeleného rovnoběžníku vpravo je 1, ale zobrazení obrací orientaci, protože otočí levotočivé pořadí vektorů na pravotočivé.

### Determinant
Determinant čtvercové matice {\displaystyle {\boldsymbol {A}}}, označovaný {\displaystyle \det {\boldsymbol {A}}} nebo {\displaystyle |{\boldsymbol {A}}|}, je číslo kódující určité vlastnosti matice. Matice je regulární, právě když je její determinant nenulový. Absolutní hodnota determinantu je rovna ploše (v {\displaystyle \mathbb {R} ^{2}}) případně objemu (v {\displaystyle \mathbb {R} ^{3}} ) obrazu jednotkového čtverce (resp. krychle), přičemž jeho znaménko odpovídá orientaci příslušného lineárního zobrazení. Determinant je kladný, právě když je orientace zachována.
Determinant matic řádu dva je dán vztahem
{\displaystyle \det {\begin{pmatrix}a&b\\c&d\end{pmatrix}}=ad-bc.}
Determinant matic řádu tři má 6 členů (Sarrusovo pravidlo). Leibnitzův vzorec {\displaystyle \det {\boldsymbol {A}}=\sum _{\tau \in S_{n}}\operatorname {sgn}(\tau )\prod _{i=1}^{n}a_{i,\,\tau (i)}} zobecňuje tyto dva vzorce na všechny dimenze.
Determinant součinu čtvercových matic je roven součinu jejich determinantů:
{\displaystyle \det({\boldsymbol {AB}})=\det {\boldsymbol {A}}\cdot \det {\boldsymbol {B}}}
Přičtení násobku libovolného řádku do jiného řádku nebo násobku libovolného sloupce do jiného sloupce nezmění determinant. Záměna dvou řádků nebo dvou sloupců změní znaménko determinantu na opačné. Pomocí těchto operací lze libovolnou matici převést na dolní (nebo na horní) trojúhelníkovou matici. Determinant těchto matice je pak součin prvků na hlavní diagonále. Uvedený postup lze použít pro výpočet determinantu jakékoli matice. Konečně, Laplaceův rozvoj vyjadřuje determinant pomocí minorů, což jsou determinanty podmatic. Toto rozšíření lze použít pro rekurentní definici determinantu (za výchozí případ vezmeme determinant matice {\displaystyle 1\times 1}, který je jejím jediným prvkem, nebo dokonce determinant matice {\displaystyle 0\times 0}, což je 1), což lze považovat za ekvivalentní Leibnizově vzorci. Determinanty mohou být použity k řešení soustav lineárních rovnic pomocí Cramerova pravidla, podle nějž jsou hodnoty neznámých rovny podílům determinantů.

### Vlastní čísla a vlastní vektory
Číslo {\displaystyle \lambda } a nenulový vektor {\displaystyle {\boldsymbol {v}}} vyhovující rovnici
{\displaystyle {\boldsymbol {A}}{\boldsymbol {v}}=\lambda {\boldsymbol {v}}}
jsou nazývány vlastním číslem (hodnotou) a vlastním vektorem {\displaystyle {\boldsymbol {A}}}. Číslo λ je vlastním číslem matice {\displaystyle {\boldsymbol {A}}} řádu {\displaystyle n}, právě když {\displaystyle {\boldsymbol {A}}-\lambda \mathbf {I} _{n}} je singulární, což je ekvivalentní podmínce
{\displaystyle \det({\boldsymbol {A}}-\lambda \mathbf {I} _{n})=0.}
Polynom {\displaystyle p_{\boldsymbol {A}}}v neznámé {\displaystyle x} odpovídající determinantu {\displaystyle \det(x\mathbf {I} _{n}-{\boldsymbol {A}})} se nazývá charakteristický polynom matice {\displaystyle {\boldsymbol {A}}}. Jde o monický polynom stupně {\displaystyle n}, a proto rovnice {\displaystyle p_{\boldsymbol {A}}(\lambda )=0} má nejvýše {\displaystyle n} různých řešení, což jsou právě všechna vlastních čísla matice {\displaystyle {\boldsymbol {A}}}. Ta mohou být komplexní, a to i pro některé reálné matice. Podle Cayley-Hamiltonovy věty platí {\displaystyle p_{\boldsymbol {A}}({\boldsymbol {A}})=\mathbf {0} }. Jinými slovy, dosadíme-li samotnou matici do svého vlastního charakteristického polynomu, dostaneme za výsledek nulovou matici.

## Reálné a komplexní matice
| Přehled některých druhů matic    |                                  |                                                                           |
| Nad {\displaystyle \mathbb {C} } | Nad {\displaystyle \mathbb {R} } | vlastnost                                                                 |
| hermitovská                      | symetrická                       | {\displaystyle {\boldsymbol {A}}^{\mathrm {H/T} }={\boldsymbol {A}}}      |
| unitární                         | ortogonální                      | {\displaystyle {\boldsymbol {A}}^{\mathrm {H/T} }={\boldsymbol {A}}^{-1}} |
| regulární (invertibilní)         | regulární (invertibilní)         | {\displaystyle \det {\boldsymbol {A}}\neq 0}                              |

- Pokud každý prvek {\displaystyle a_{ij}} komplexní matice {\displaystyle {\boldsymbol {A}}} nahradíme prvkem k němu komplexně sdruženým {\displaystyle {\overline {a_{ij}}}}, pak získáme matici {\displaystyle {\overline {\boldsymbol {A}}}}, kterou označujeme jako komplexně sdruženou matici. Reálné matice se shodují se svými komplexně sdruženými maticemi {\displaystyle {\overline {\boldsymbol {A}}}={\boldsymbol {A}}}.
- Provedeme-li na matici {\displaystyle \mathbf {A} } transpozici a komplexní sdružení, získáme matici hermitovsky sdruženou (někdy též psáno „hermiteovsky“, podle Charlese Hermita). Hermitovsky sdruženou matici značí různí autoři různě, zpravidla některým z následujících způsobů

{\displaystyle {\boldsymbol {A}}^{\mathrm {H} }={\overline {\boldsymbol {A}}}^{\mathrm {T} }={\boldsymbol {A}}^{*}={\boldsymbol {A}}^{+}}
(poslední z možných zápisů se může snadno plést s tzv. Mooreovou–Penroseovou pseudoinverzní maticí)
- Pokud je hermitovsky sdružená matice rovna původní matici, tzn. {\displaystyle {\boldsymbol {A}}^{\mathrm {H} }={\boldsymbol {A}}}, říkáme, že matice {\displaystyle {\boldsymbol {A}}} je hermitovská (též samosdružená nebo samoadjungovaná). Každá hermitovská matice má všechna vlastní čísla reálná (důkaz indukcí s využitím základní věty algebry a Gram-Schmidtovy ortogonalizace).
- Symetrická reálná matice {\displaystyle {\boldsymbol {A}}} řádu {\displaystyle n} se nazývá:
  - pozitivně semidefinitní, pokud pro všechny vektory {\displaystyle {\boldsymbol {x}}\in \mathbb {R} ^{n}}platí {\displaystyle {\boldsymbol {x}}^{\mathsf {T}}{\boldsymbol {Ax}}\geq 0};
  - pozitivně definitní, pokud pro všechny vektory {\displaystyle {\boldsymbol {x}}\in \mathbb {R} ^{n}} různé od {\displaystyle {\boldsymbol {0}}} platí {\displaystyle {\boldsymbol {x}}^{\mathsf {T}}{\boldsymbol {Ax}}>0};
  - negativně (semi)definitní, pokud v předchozích definicích použijeme obrácené nerovnosti, tj. {\displaystyle \leq } a {\displaystyle <}
  - indefinitní v ostatních případech, neboli existují {\displaystyle {\boldsymbol {x,y}}\in \mathbb {R} ^{n}} taková, že {\displaystyle {\boldsymbol {x}}^{\mathsf {T}}{\boldsymbol {Ax}}>0} a zároveň {\displaystyle {\boldsymbol {y}}^{\mathsf {T}}{\boldsymbol {Ay}}<0}.

Uvedené vlastnosti jsou definovány i pro komplexní hermitovské matice; jen je třeba vzít v potaz všechny komplexní vektory a v součinu nahradit obyčejnou transpozici {\displaystyle {\boldsymbol {x}}^{\mathsf {T}}} za hermitovskou transpozici {\displaystyle {\boldsymbol {x}}^{\mathsf {H}}}.
- Matici {\displaystyle {\boldsymbol {A}}} označujeme jako unitární, jestliže inverzní matice {\displaystyle {\boldsymbol {A}}^{-1}} je rovna matici hermitovsky sdružené {\displaystyle {\boldsymbol {A}}^{\mathrm {H} }}, tzn.

{\displaystyle {\boldsymbol {A}}^{-1}={\boldsymbol {A}}^{\mathrm {H} }}